# Ramulus aboricus
Ramulus aboricus är en insektsart som först beskrevs av Giglio-Tos 1914.  Ramulus aboricus ingår i släktet Ramulus och familjen Phasmatidae. Inga underarter finns listade i Catalogue of Life.